# Oxid niklitý
Oxid niklitý (Ni2O3) je společně s oxidem nikelnatým jedním ze dvou oxidů niklu.